# Aldo Cibaldi
Aldo Cibaldi (Cellatica, 15 luglio 1914 – Gussago, 1995) è stato un poeta e pedagogo italiano.

## Biografia
Noto come uno dei più importanti poeti in dialetto bresciano si occupò anche di critica d'arte, disegno infantile e letteratura giovanile.
Nato casualmente a Cellatica (il padre vi lavorava temporaneamente come fabbro e la madre lo raggiunse da Bovegno per una visita di pochi giorni) da famiglia originaria di Bovegno in alta Val Trompia, paese a cui fu sempre legatissimo e nel quale fu anche consigliere comunale e assessore, ottenne la laurea in Lettere a Torino e successivamente in Filosofia e Pedagogia. A Bòvegno conobbe Angelo Canossi col quale strinse amicizia e con cui amava confrontarsi durante le vacanze estive trascorse nel paese d'origine. Insegnò a Zara in Dalmazia da cui rientrò fortunosamente nel 1943 a seguito delle vicende belliche. La sua Storia della letteratura per l'infanzia e l'adolescenza (Ed. La Scuola, Brescia, 1967), più volte ristampata, venne segnalata al Premio internazionale di Caorle e premiata dall'Ateneo di Brescia.
Fu direttore didattico del circolo di Rezzato (BS), fondò e diresse la Pinacoteca Internazionale dell'Età Evolutiva (PinAC). Per le sue opere in dialetto bresciano, nel 1947 vinse il Premio Angelo Canossi e nel 1952 il Premio G. Rosa. 
Curò le varie edizioni di Melodia e Congedo di Angelo Canossi di cui è considerato l'erede spirituale, presentandole con un lungo saggio critico. Nel 1962 e nel 1968 pubblicò, per le edizioni del Bruttanome, la raccolta di poesie dialettali Bràze e burnìs, ristampata poi nel '78 a cura della libreria Resola di Brescia.
Riposa nel cimitero di Bòvegno nella cappella di famiglia.
Il comune di Bovegno nel 1995 gli ha intitolato il Viale della circonvallazione.
Il 16 agosto 2008 gli ha conferito il "ciclamino d'oro" alla memoria con la seguente motivazione: "Figlio illustre di antica famiglia bovegnese, ha onorato con la sua opera letteraria Bovegno, al quale fu sempre legato, rivestendo anche nell'amministrazione comunale le cariche di consigliere, assessore alla cultura e vicesindaco. Bovegno, festa del ciclamino, 16 agosto 2008".